# Der Hochwald
Der Hochwald ist eine Erzählung von Adalbert Stifter (1842/1844). Sie erschien erstmals in Iris. Taschenbuch für das Jahr 1842, dann in überarbeiteter Fassung 1844 im Zweiten Band der Studien.
Der Hochwald erzählt eine scheiternde Liebesgeschichte vor der Kulisse des Dreißigjährigen Krieges. Der vom Vater abgelehnte Freier eines Mädchens sucht seine Angebetete in deren Waldversteck auf und verspricht, sich für die Schlichtung der Kämpfe zwischen den Parteien einzusetzen. Er hofft, auf diese Weise die Zuneigung des seine Burg verteidigenden Vaters seiner Geliebten zu gewinnen und die Gefechte zu verhindern, wird jedoch stattdessen selbst Opfer der Auseinandersetzung.
Der Erzählung ist dabei aber weniger angelegen, ein Bild der inneren Verfasstheit des Krieges zu zeichnen, wie Grimmelshausen im Simplicissimus oder der Landstörzerin oder später dann Brecht in der Mutter Courage, noch die Moral des Scheiterns zu pointieren, wie Storm in seiner Novelle Aquis submersus. Koloriert hingegen werden die topoi Wald, Heimat und Schicksal, Werden und Vergehen in einer manches Mal an Scott oder Cooper, auch an Thoreau und die rousseausche Naturherrlichkeit erinnernden Weise, die das Grundgefühl der stifterschen Geschichte so fest im Biedermeier verankert, erzählerisch aber weit über die (tatsächliche oder vermeintliche) ›Gemütlichkeit‹ der Epoche hinausgreift.

## Inhalt
Der Aufbau der Erzählung ist über eine Rahmenerzählung konstruiert: Auf einer Wanderschaft im Böhmischen gerät der Erzähler vor eine Burgruine und erinnert sich an die Geschichte, die dieses Gebäude zu berichten weiß.
Die eigentliche (Binnen-)Erzählung spielt vor dem Hintergrund des Dreißigjährigen Krieges, wohl zwischen 1632 und 1634, als die schwedischen Truppen nach Böhmen drängten (bis sie 1634 in der Schlacht bei Nördlingen gezwungen wurden, dieses Ansinnen aufzugeben). In dieser Zeit lebt ein Edelmann (Heinrich von Wittinghausen) mit seinen zwei Töchtern (Klarissa und Johanna) auf einer Burg. Um sie nicht der Gefahr des heranziehenden Krieges auszusetzen, richtet er den Töchtern in der Tiefe eines angrenzenden Waldes eine Hütte ein, gelegen an einem See, der nur wenigen bekannt ist. In dieser Hütte, bewacht von einem alten waldkundigen Freunde (Gregor), werden die Töchter dazu angehalten, das Anrücken der Schweden abzuwarten.
Nach einiger Zeit, die die Töchter schon im Wald verbrachten, macht sich ein vermeintlich Fremder bemerkbar, der aber kurz darauf als Angebeteter (Ronald) der älteren Tochter (Klarissa) erkennbar wird. Der Verbindung wenig Chancen einräumend drängte der Vater ihn einst, die Burgmauern zu verlassen; die Bindung des Herzens jedoch riss nie – sodass sie nun in der Einsamkeit des Waldes Erneuerung und Bestätigung findet. Doch nicht nur die Sache der Liebenden, auch die des Krieges ist der Jüngling zum Guten zu wenden bestrebt, ist er doch selbst ein Schwede und rechnet sich aus, seine Landsleute um die Schonung der Burg des erhofften Schwiegervaters bitten zu dürfen.
Das Ende der Erzählung bringt nun in einer schlichten, kaum an sophokleische Verstrickungen heranreichenden Weise die tragische Vollendung des Schicksals: Der Jüngling vermag die die Burg schon Belagernden tatsächlich zu besänftigen, wird dann aber auf der anderen Seite von den Belagerten, als er die Sache zu verkünden heranreitet, nicht erkannt und vom Vater der Geliebten selbst getötet. Die Burg wird danach von den erzürnten Schweden in Brand gesteckt und so in jenen verwüsteten Zustand versetzt, den, auch wenn die nun zur Jungfernschaft sich verdammenden Schwestern das Gemäuer später noch bewohnten, der Erzähler aus dem Rahmen der Geschichte vorfindet.

## Natur und Kultur
Der Reiz der Erzählung Der Hochwald liegt aber weniger in der o. g. Handlung als in der Beschreibung jener im Süden Böhmens sich findenden Landschaft um den Blockenstein. Und hierin dann werden erst auch die Figuren beleuchtet und facettiert, werden in der Teilhabe am Wald geschildert – von der sich jene Welt des Menschenwerkes abhebt, in der der Krieg herrscht und in der – einmal hineingezogen – die Liebesverbindung zugrunde gehen soll.
Zuerst aber einmal wird der Wald den Mädchen, von denen insbesondere die jüngere Johanna, empfänglicher für das der Wildnis oft anhaftende Grauen, Furcht empfindet, vom Vater »mit Ernst und Liebe« (Kap.1/209) als Schutz auserkoren:
»Kein Hauch, keine Ahnung von der Welt draußen dringt herein, und wenn man sieht, wie die prachtvolle Ruhe Tagereisen weit immer dieselbe, immer ununterbrochen, immer freundlich in Laub und Zweigen hängt, daß das schwächste Gräschen ungestört gedeihen mag, so hat man schwere Mühe, daran zu glauben, daß in der Welt der Menschen schon die vielen Jahre her der Lärm des Krieges und der Zerstörung tobe, wo das kostbarste und kunstreichste Gewächs, das Menschenleben, mit ebensolcher Eil' und Leichtfertigkeit zerstört wird, mit welcher Müh' und Sorgfalt der Wald die kleinste seiner Blumen hegt und auferziehet. […]‹« (1/211).
Mit dem Krieg kontrastiert wird die Schöpfung in ihrer Unschuld, nicht jedoch im Allgemeinen oder Umfassenden, sondern in eben jenem Mikrokosmos, den der wilde Wald darstellen mag. Auch schon in Johannas kindlichen Phantasien drängte sich schnell das Bild eines Waldes von tiefer Unschuld hindurch. Vermag sie noch einleitend, von einer gerade verbreiteten fama über einen Wildschützen erschreckt, sich den Wald dunkel und abweisend vorzustellen, so schwenkt dies Bild schnell zur Idylle:
»Er hat alles so lebendig beschrieben, auch die Wälder alle dort oben, unermeßlich und undurchdringlich, so dass unsere nur Gärten dagegen sind. Ein schöner, schwarzer Zaubersee soll in ihrer Mitte ruhen, und wunderbare Felsen und wunderbare Bäume um ihn stehen, und ein Hochwald ringsherum sein, in dem seit der Schöpfung noch keine Axt erklungen.« (1/207).
Der Wald erscheint dann den Hindurchwandernden, den ihren Schutzplatz am See Suchenden, nahezu personifiziert, nicht als Lebewesen, sondern als Leben, nicht als Gegenüber, sondern als Umfassung:
»Klare, liebliche, silberhelle Menschenstimmen – Mädchenstimmen – drangen zwischen den Stämmen hervor, unterbrochen von dem teilweisen Anschlage eines feinen Glöckleins. – Gleichsam wie lauschend dem neuen Wunder, hielt die Wildnis den Atem an, kein Zweig, kein Läubchen, kein Halm rührte sich – die Sonnenstrahlen traten ungehört auf das Gras und prägten grüngoldne Spuren – die Luft war unbeweglich, blank und dunkelblau – nur der Bach, von seinem Gesetze gezwungen, sprach unaufhörlich fort, flüchtig über den Schmelz seiner Kiesel schlüpfend wie über eine bunte Glasur.« (2/217).
Auch, wenn es kurz darauf heißt »Vorüber war der Zug – unser lieblich Waldplätzchen hatte die ersten Menschen gesehen« (2/218) und sich später noch einiges, wie »als ginge sachte ein neues Fühlen durch den ganzen Wald« (3/241) lesen lässt, sollten diese Einschaltung, die einerseits manchmal den Erzähler hervortreten, den Wald andererseits in personam erscheinen lassen, nicht darüber hinwegtäuschen, dass die Natur nie als Gegenüber, sondern als umfassende, höhere Ordnung gedacht ist – sodass Stifter zu schreiben vermag:
»Wer die Gesichter der Mädchen ansieht, wie sie doppelt rein und zart neben dem dunklen Grunde des Waldlaubes dahinschweben, wie sie blühend und vergnügt aus dem wallenden weißen Schleier des Kopfschmuckes herausblicken – der hätte nicht gedacht, dass sie sich noch kürzlich so sehr vor diesen Wäldern fürchteten und scheuten. Johanna blieb fast immer an der Spitze, wie sie ihrer Natur gemäß sich vorher unmäßig fürchtete, so freute sie sich auch jetzt unmäßig […]« (2/219).
Hier blühen die Mädchen und schweben dahin wie der Nebel, und in der Natur als umfassende offenbart sich die Natur der Johanna als einzelne. Doch auch der Unterschied leuchtet hier auf: So sehr auch beide, Wald wie Johanna, von der Natur sind, so sehr gebricht es dieser doch an eben jenem Maß, das sich in der Natur des Waldes findet. Doch sogleich wird auch diesem Kränkeln die Heilung beigegeben:
»Die Pracht und Feier des Waldes mit all ihrem Reichtume und aller Majestät drang in ihr Auge und legte sich an ihr kleines Herz, das so schnell in Angst, aber auch in Liebe überfloß […]« (ibd.).
Erst jetzt vermag Johanna auch das Einzelne im Umfassenden zu erblicken, sieht den »seltsamen Strauch« mit den »fremden glühendroten Beeren« (ibd.), dann den »mächtigen Baum« oder den »um eine Ecke brechenden Sonnenstrahl«, dann das »Waldwässerchen« mit seinen »silbernen Funken« (2/219f.), hört schließlich »Schmelz« und »Klage« (2/220) der verschiedenen Töne:
 »[…] wie ein schöner Gedanke Gottes senkte sich gemach die Weite des Waldes in ihre Seele […]« (2/220).
Das Bild vom Wald gerät so aber auch an den verwunschenen Wald der Märchen heran, doch, so belehrt der sich dessen bewusste Erzähler, nicht der Wald ist das Märchen, vielmehr die Menschen »[…] waren ein Märchen für die ringsum staundende Wildnis« (3/240) – um kurz darauf wieder im Märchenhaften zu schwelgen, wenn der See »[…] gleichsam seine Wasser herandrängte, um ihr Nachbild aufzufassen […]« (ibd.). Aber schon vorher wurden wir ja belehrt:
 »[…] es liegt ein Anstand, […] ein Ausdruck von Tugend in dem von Menschenhänden noch nicht berührten Antlitze der Natur, dem sich die Seele beugen muß, als etwas Keuschem und Göttlichem – – und doch ist es zuletzt die Seele allein, die all ihre innere Größe hinaus in das Gleichnis der Natur legt.« (2/224).
Allein die Liebe scheint hierin noch eine besondere Position zugewiesen zu bekommen, erhebt den Menschen, wie es Ronald beschreibt:
»Wie schwach und herrlich ist der Mensch, wenn ein allmächtig Gefühl seine Seele bewegt und ihr mehr Schimmer und Macht verleiht, als im ganzen anderen toten Weltall liegt!« (5/266).
In der Liebe übersteigt sich der Mensch, wird zu einem Mehr – hierin jedoch liegt auch seine Verletzlichkeit. Und diese blanke Stelle sucht und findet der Krieg, der nichts anderes ist als das Töten von Menschen, die irgendwo irgendwelchen anderen Menschen das Liebste sind. Dem Krieg aber vermag der Wald nichts entgegenzusetzen als sich selbst. Denn »wo das kostbarste und kunstreichste Gewüchs, das Menschenleben, mit eben solcher Eil’ und Leichtfertigkeit zerstört wird, mit welcher Müh’ und Sorgfalt der Wald die kleinste seiner Blumen hegt und auferziehet«, da ist der Wald wieder nur der einfache Schutz, den Krieg zu fliehen.
Wo der Mensch dann aber diesen Schutz, den Schutz der Urnatur und seines eigenen Beisichseins verlässt, da vermag auch der Wald nicht mehr zu retten. Und so überleben zwar die Töchter, die die Liebe des Vaters in den Wald führte, doch das Lieben der einen der Töchter und so dann das Leben beider geht zuschanden, da der Jüngling sich hieran nicht zu halten vermag. Er vermag dies so wenig, wie der Vater, denn beiden liegt die Ehre auf dem Schlachtfeld und beide liegen am Ende in der Erde auf einem unbekannten Feld. Das Sich-Verstecken gelingt somit letztlich nicht, die Erzählung endet wieder vor dem Panorama der Burgruine, in der die Jungfern, um deren Grab sodann auch niemand weiß, den Rest ihres Lebens fristeten.
(Zitiert nach: Adalbert Stifter, Gesammelte Werke in sechs Bänden, hg. v. Michael Benedikt u. Herbert Hornstein, Gütersloh 1960)

## Hörspiel
Am 7. Mai 2016 wurde im Österreichischen Rundfunk (Ö1) Der Hochwald als Hörspiel ausgestrahlt (Ursendung). Bearbeitung und Regie: Andreas Jungwirth. Musik und Sound: Miki Liebermann. Mit Sophie Rois, Stefanie Reinsperger, Pippa Galli, Laurence Rupp, Raphael von Bargen, Paul Wolff-Plottegg, Michael König. Ton und Technik: Anna Kuncio, Manuel Radinger.

## Ausgaben
- Adalbert Stifter: Der Hochwald. Mit einem Nachwort von Harald Salfellner. Vitalis, Prag 2018, ISBN 978-3-89919-502-6.